# موفیت کیپر
موفیت کیپر (انگلیسی: Müfit Kiper؛ ۱۹۱۲ – ۹ ژوئیهٔ ۱۹۷۴) بازیگر اهل ترکیه بود.